# 파벨 알렉산드로비치 대공
파벨 알렉산드로비치 대공(러시아어: Павел Александрович, 1860년 10월 3일 ~ 1919년 1월 30일)은 러시아 제국의 황족이다.
상트페테르부르크에서 알렉산드르 2세와 마리 폰 헤센다름슈타트 대공녀의 막내 아들로 태어났다. 1889년에 결혼한 첫 아내인 그리스와 덴마크의 공주 알렉산드라가 낳은 두 자녀는 형 세르게이 알렉산드로비치 대공과 형수 엘리자베트 폰 헤센다름슈타트 대공녀가 잠시 맡아 키운 적이 있다.
1902년에는 올가 발레리아노브나 팔레이와 귀천상혼을 했지만 당시 러시아 제국에서는 귀천상혼을 금지하고 있었기 때문에 1902년부터 1914년까지 프랑스 파리에 거주했다. 1914년 제1차 세계 대전에 참전하면서 아내와 함께 러시아 제국으로 귀환했다.
1917년 러시아 혁명과 함께 볼셰비키가 권력을 장악하면서 볼셰비키의 감시를 받았다. 러시아 내전이 진행 중이던 1919년 3월 10일 상트페테르부르크에 위치한 페트로파블롭스크 요새에서 볼셰비키 세력에 의해 암살당했다.

## 자녀
- 그리스와 덴마크의 공주 알렉산드라(1870 ~ 1891)
  - 마리야 파블로브나 여대공(1890 ~ 1958)
  - 드미트리 파블로비치 대공(1891 ~ 1942)

- 올가 발레리아노브나 팔레이(1865 ~ 1929)
  - 블라디미르 파블로비치 팔레이(1896 ~ 1918)
  - 이리나 파블로브나 팔레이(1903 ~ 1990)
  - 나탈리아 파블로브나 팔레이(1905 ~ 1981)